# Agnese Possamai
Agnese Possamai (Italia, 17 de enero de 1953) es una atleta italiana retirada especializada en la prueba de 3000 m, en la que consiguió ser subcampeona mundial en pista cubierta en 1985.

## Carrera deportiva
En los Juegos Mundiales en Pista Cubierta de 1985 ganó la medalla de plata en los 3000 metros, con un tiempo de 9:09.66 segundos, tras la canadiense Debbie Scott y por delante de la estadounidense PattiSue Plumer (bronce con 9:12.12 segundos).